# وزغية
الوزغية أو البرصيات (الاسم العلمي: Gekkonidae) هي فصيلة من الحيوانات تتبع رتبة الحرشفيات من طائفة العظايا الحرشفية.

## أسر
- وزغاوات (الاسم العلمي:وزغاوات)
- وزغاوات مضاعفة الأصابع (الاسم العلمي:Diplodactylinae)
- وزغاوات مدهشة (الاسم العلمي:وزغاوات مدهشة)
- وزغاوات رمشية (الاسم العلمي:وزغاوات رمشية)
- وزغاوات هرية (الاسم العلمي:برص القط)

## أجناس
- الوزغ الورقي (الاسم العلمي:Saltuarius)
- برص المنازل Hemidactylus
- برص الصخر Pristurus
- برص مروحي القدمين Ptyodactyus
- برص قصير الاصبع Stenodactylus
- برص الحوائط Tarentola
- برص قزم Tropiocolotes